# Drozd stěhovavý
Drozd stěhovavý (Turdus migratorius) je středně velký pěvec z čeledi drozdovitých. Jedná se také o nejběznějšího a nejrozšířenějšího drozda Severní Ameriky, který se vyskytuje prakticky na celém jejím území. Hnízdí přitom v její severní části a na zimu táhne jizněji od Kanady až po střed Mexika. Vyskytuje se přitom v 7 poddruzích, z nichž nejvýraznějšího zbarvení je na jihozápadě žijící T. m. confinis. Je také státním ptákem států Connecticut, Michigan a Wisconsin.

## Popis
- Délka těla: 25–28 cm
- Rozpětí křídel: 31–41 cm
- Hmotnost: 77 g

Je velmi výrazně zbarven, svrchu celý šedý, hlavu má černou, výjimkou je jen bílý proužek kolem oka a světlá skvrna pod jinak oranžovým ocasem, oranžové zbarvení má i jeho spodina těla. Odtud pochází i jeho anglický název – American Robin – který lze přeložit jako americká červenka a který vznikl podle eurasijské červenky obecné, jejíž hruď má taktéž jasné oranžové zbarvení. Obě pohlaví jsou si velmi podobná, samice jsou však v porovnání se samci celkově světlejší.

## Biologie

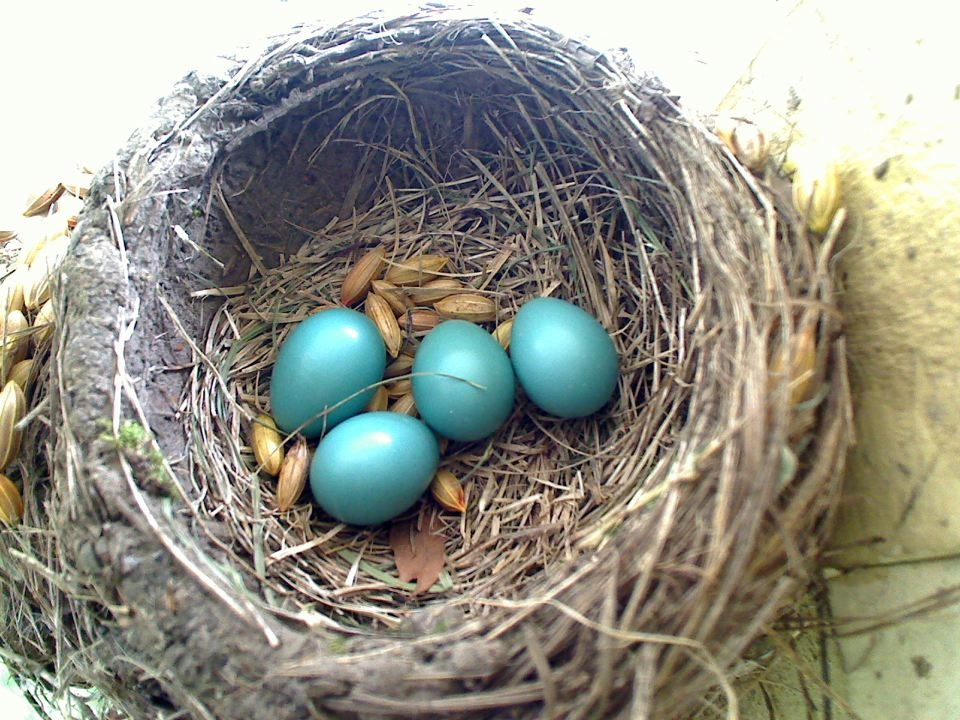
Hnízdo s vejci

Obývá lesy, parky a zahrady. Je aktivní zejména přes den a hřaduje v početných hejnech. V jeho potravě se objevují bezobratlí (např. brouci, housenky, žížaly), plody a bobule. Je také jedním z vůbec nejčasněji hnízdících druhů – hnízdo ze stébel trav, větví, papíru a jiných materiálů, které ve svém okolí nalezne, si začíná budovat hned po časném návratu ze zimovišť a pro zpevnění jej vymazává vrstvou bláta. Velikost snůšky se pohybuje mezi 3–5 modrými vejci. Je známý také svým výrazným zpěvem, kterým se začíná ozývat již časně za úsvitu.